# Gúa (unitat)

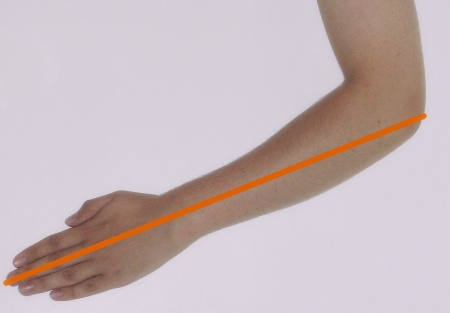
La gúa estava inspirada en el colze, com altres unitats antigues.

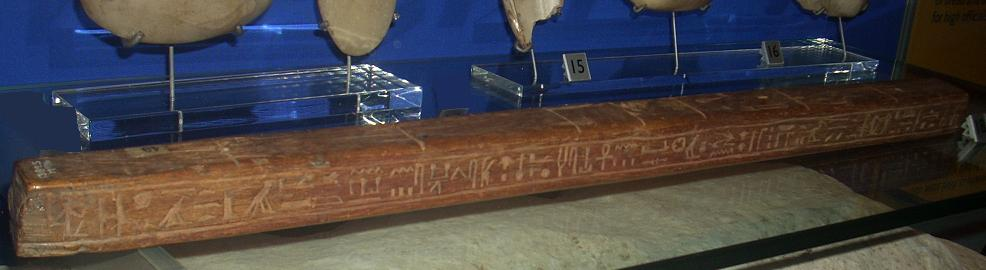
Regle egipci per mesurar un colze, conservat al museu de Liverpool.

La gúa és una unitat de longitud basada en el colze, emprada antigament en construcció naval. Cada gúa constava de tres pams (pams de gúa).
Les equivalències de la gúa catalana de Barcelona en sistema mètric són les següents:
- 1 gúa = 64,79 cm = 3 pams de gúa
- 1 pam de gúa = 21,59 cm[1][2]

Les gúes de Gènova, Marsella i altres indrets tenien valors lleugerament diferents, però significativament majors que els de les gúes catalanes. Quan no cal una precisió extrema és pràctic considerar una gúa igual a 70 cm, amb independència de l'època i el lloc d'origen del document.

## Història

### A la Bíblia
L'Arca de Noè estava mesurada en colzes.

### A l'antiga Grècia
Hi ha una munió de documents de mesures de longitud indicades en colzes. Els valors actuals d'aquelles mesures han estat interpretats per diversos autors.
El colze a l'antiga Grècia, anomenat pēchys (πῆχυς), mesurava aproximadament 462,4 mm, i tenien una versió més curta calculada prenent la mida amb la mà tancada, des dels artells fins al colze, anomenat pygmē (πυγμή), que mesurava aproximadament 345,4 mm.
Entre la literatura antiga es poden trobar exemples del seu ús: quan Heròdot descriu Orestes dient que tenia una alçada de set colzes (més de 3 metres); o quan segons Homer, la llança d'Hèctor feia onze colzes (gairebé 5 metres).

### A l'antiga Roma
Segons Llucià de Samòsata, el vaixell mercant Isis tenia les dimensions següents:
- Eslora (llarg): 120 colzes o 180 peus o 55 metres
- Mànega/oberta[10] (ample): uns 30 colzes o 45 peus o 14m.
- Puntal (alçària des de la coberta fins a la quilla): 29 colzes o 44 peus o 13m.
- Desplaçament: 1.200 tones
  - NOTA: Les dimensions en peus i metres anteriors són les que donen els experts. Aquesta interpretació implica un cert tipus de colze (cubitus).[11] Concretament un colze aproximadament igual a 0,458 metres.

### Època medieval
Les primeres referències medievals conservades sobre mesures de vaixells són en llatí i parlen de colzes (“cubitus”). Cap al segle xii apareixen documents en llengües romàniques en els què hi figuren altres unitats de mesura. Les gúes, en particular. Alguns documents fan equivalents els colzes, les gúes i els braços ("Cubitis sive govis", "cubitis sive brachiis", "cubitorum sive godarum", "cubitis seu goys", etc.).
Aparentment no hi ha cap indicació directa que defineixi les gúes o que n'indiqui el seu valor comparat amb altres unitats. Les xifres presentades són les que resulten d'estudis de persones expertes.
Considerant que 1 pygmē (colze curt grec) = 345,4mm, dos pygmes equivaldrien a 680,8 mm. Potser aquest fou l'origen de les gúes mediterrànies.
La taula següent resumeix les unitats més importants, associades a cada territori.
| Unitats de mesura | Principal                            | Submúltiple 1                | Sunmúltiple 2 | Notes                                 |
| ----------------- | ------------------------------------ | ---------------------------- | ------------- | ------------------------------------- |
| Venècia           | passo = 173,5 cm                     | piede = 34,77 cm             |               | [ 14 ] [ 15 ] [ 16 ] [ 17 ]           |
| Pisa              | goa                                  | palmo di goa                 |               |                                       |
| Gènova            | goa = 74,4 cm                        | palmo di goa = 24,8 cm       |               | [ 18 ]                                |
| Catalunya         | gúa = 64,79 cm                       | pam de gúa = 21,59 cm        |               |                                       |
| Castella          | codo de ribera = 57,47 cm = 8 palmos | palmo de ribera = 3 pulgadas | pulgada       | [ 19 ] [ 20 ]                         |
| Portugal          | rumo = 154 cm = 6 palmos de goa      | palmo da goa = 26,67 cm      |               | [ 21 ]                                |
| Marsella          | goue                                 |                              |               | goue de 18 pouces (fins al segle xvi) |

## Documents
- 1179. Document de Savona: "... medietatem de castanea et aliam de pallara … de goa VIII in longitudine et in grossitudine polices..."

- 1200. Document de Savona: "... unam arborem (galee) longam XVIII goas..."

- 1246. Contracte de noliejament de dotze tarides de 48 gúes ("gomiti") d'eslora entre Lluís IX de França i la República de Gènova.[23]

- 1272. Costums de Tortosa.[24][25]
  - Una gua de Tortosa havia ser de 3 1/3 pams de cana de Tortosa (tres pams i un terç). (Vegeu pàgina 400 del volum 4). Segons càlculs una gúa de Tortosa equivaldria a 66,125 cm.

- 1333. "...cubitis sive brachiis..." (colzes o braços).[26]

- c 1345. Projecte d'un contracte de noliejament de galeres de Marsella en previsió d'una futura croada.[27]
  - Contracte en latí: llarg de la carena (quilla)= 44 goas; eslora total (llargària de roda a roda)= 70,5 goas.

- 1360. Lleny català de 16 gúes de carena i 28 gúes d'eslora total.[28]

- 1439. Construïda a Cotlliure una galera anomenada “de Perpinyà”. Amb l'arbre mestre de 40 gúes.[29]

- 1465. Contracte per a la construcció d'una calavera per a Gracià Amat. Amb un buc de 24 a 25 gúes de roda a roda. Amb dos pals (mestre i mitjana), bauprès i tres timons.[30]

- 1501. La barca auxiliar de servei per al pont de barques de Sevilla havia de ser de 12 gúes ("barca de persalamo de 12 goas").[31]
  - Les tretze barques del pont estan documentades en "codos".

- 1508. Compra de dos arbres per a calaveres mesurats en gúes a Sanlúcar de Barrameda.[32][33]

- 1547-1550. El manuscrit en francès sobre la construcció de galeres Stolonomie parla de "göues".[34][35]

- 1567. Contracte de construcció del vaixell "La Juliana" de Mataró. De 33 gúes de carena (quilla).[36]

- 1607. Bartolomeo Crescentio, en la seva obra “Nautica mediterranea”, mesura els vaixells en peus i pams ("piedi", "palmi"; en italià i en plural).[37]

- 1611. Tomé Cano. Arte para fabricar, fortificar, y aparejar naos de guerra, y merchantes.[38] La unitat de mesura emprada és el "codo".

- 1614. Pantero Pantera. "L'armata navale".[39]

- 1622. Esment de "goues" en francès. En un tractat de construcció de galeres.[40]

- 1672. "Codos", unitat castellana de construcció naval.[41]

- 1692. "Rumos" (plural de "rumo") unitats portugueses per a mesurar vaixells.[42]

- 1848. Augustin Jal precisava algunes dades sobre "goa" (terme genovés). La feia equivalent a 73 cm (tres pams de nou polzades).[43]

- 1858. Gomito = govo = giovo. Vocabolario d'arti e di mestieri. Giacinto Carena.[44]

- 1893. Enrico Alberto D'Albertis, en l'obra Le costruzioni navali e l'arte della navigazione al tempo di Cristoforo Colombo, parlava d'una gúa genovesa de 74,4 cm i un pam de 24,8 cm.[45][46]